# Paralaudakia lehmanni
Espèce
Synonymes
- Stellio lehmanni Nikolsky, 1896
- Laudakia lehmanni (Nikolsky, 1896)
- Agama borstschewskyi Elpatjewsky & Sabanejew, 1907

Statut de conservation UICN

 LC  : Préoccupation mineure
Paralaudakia lehmanni est une espèce de sauriens de la famille des Agamidae.

## Répartition
Cette espèce se rencontre entre 400 et 2 600 m d'altitude au Kirghizistan, au Tadjikistan, au Ouzbékistan, au Turkménistan et en Afghanistan.

## Étymologie
Cette espèce est nommée en l'honneur d'Alexandre Lehmann.

## Publication originale
- Nikolsky, 1896 : Diagnoses reptilium et amphibiorum novorum in Persia orientali a N. Zarudny collectorum. Annuaire Musée Zoologique de l’Académie Impériale des Sciences de St.-Pétersbourg, vol. 1, p. 369-372